# Kathy Ireland

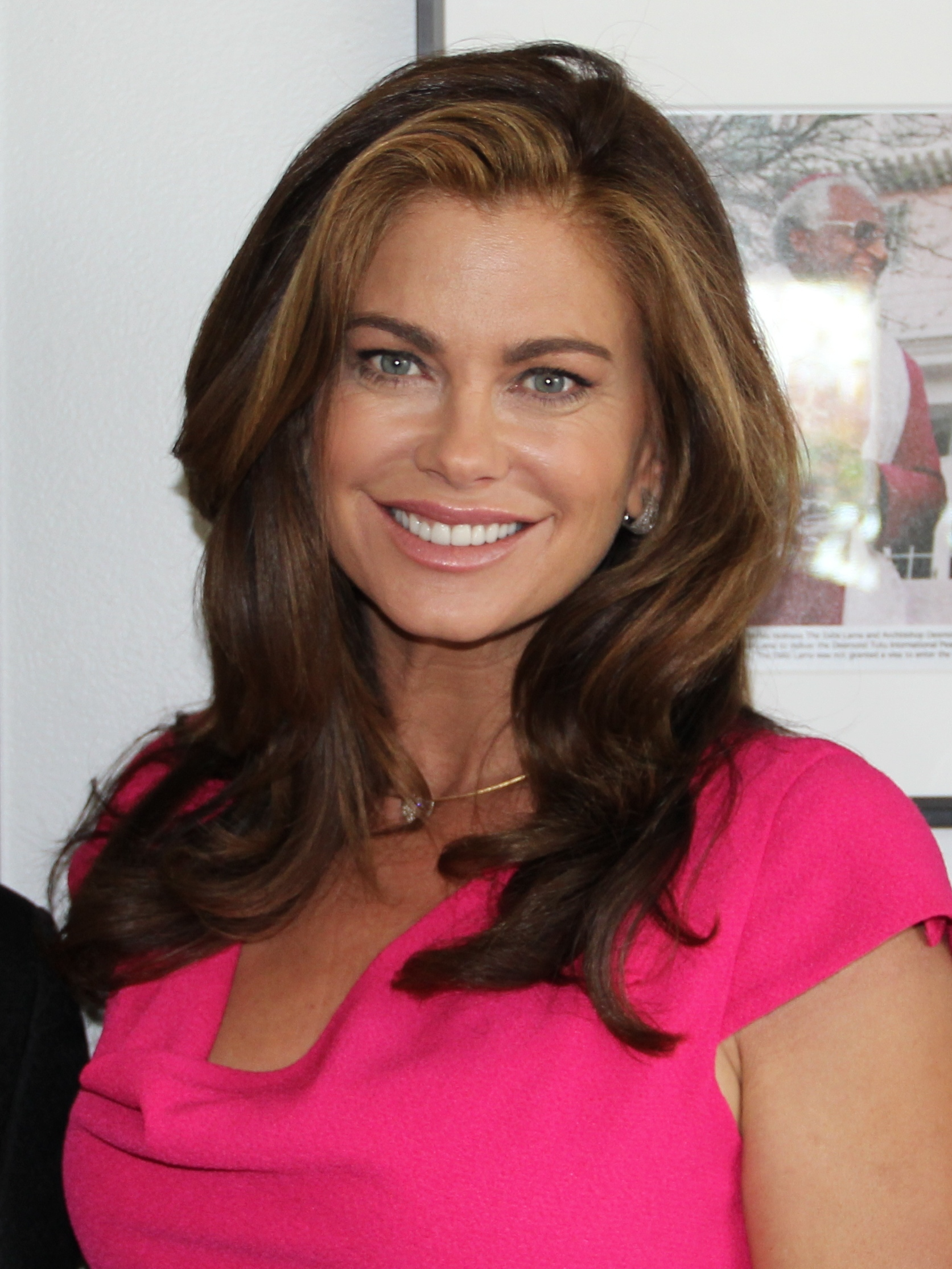
Kathy Ireland, 2012

Kathleen Marie „Kathy“ Ireland (* 20. März 1963 in Glendale, Kalifornien) ist eine US-amerikanische Autorin und Unternehmerin sowie ehemalige Schauspielerin und Fotomodell.

## Leben
Irelands Foto erschien im Jahr 1989 auf der Titelseite der Ausgabe der Zeitschrift Sports Illustrated, die dem 25-jährigen Jubiläum des Blattes gewidmet war. Später arbeitete sie als Fotomodell, so für Kmart.
Ireland übernahm im Science-Fiction-Film Alien from L.A. (1988) die Hauptrolle von Wanda Saknussemm. Sie spielte in der Science-Fiction-Komödie Mom und Dad retten die Welt (1992) die Rolle von Semage. In der Komödie Loaded Weapon 1 (1993) spielte sie eine der größeren Rollen. Im Actionfilm Gridlock – Die Falle trat sie in einer der Hauptrollen auf. In den Filmen Once Upon a Christmas (2000) und Twice Upon a Christmas (2001) spielte sie die Hauptrolle von Kristen Claus.
Ireland ist verheiratet und lebt in Südkalifornien. Sie ist Mutter von drei Kindern.

## Filmografie (Auswahl)
- 1988: Flucht aus Atlantis (Alien from L.A.)
- 1989: Die Reise zum Mittelpunkt der Erde (Journey to the Center of the Earth)
- 1990: Atemloser Sommer (Side Out)
- 1990: Mr. Destiny – Voll daneben (Mr. Destiny)
- 1991: Armadillo Bears – Ein total chaotischer Haufen (Necessary Roughness)
- 1992: Urlaubsflug auf die Insel des Grauens (Danger Island)
- 1992: Mom und Dad retten die Welt (Mom and Dad Save the World)
- 1993: Loaded Weapon 1 (Loaded Weapon 1)
- 1994: Das Leben und ich (1 Folge)
- 1995: Backfire – Die total verrückte Feuerwehr (Backfire!)
- 1996: Heiße Lügen (Miami Hustle)
- 1996: Gridlock – Die Falle (Gridlock)
- 1999: Ein Hauch von Himmel (Folge 6x3)
- 2000: Once Upon a Christmas
- 2001: Twice Upon a Christmas